# حمیدالله کریمی
حمیدالله کریمی؛ (زادهٔ ۶ فوریهٔ ۱۹۹۲) ورزشکار فوتبال اهل افغانستان است.  وی فوتبال پایه را از تیم فوتبال کوهستان هرات شروع کرده هست از باشگاه‌هایی که در آن بازی کرده‌است می‌توان به باشگاه فوتبال طوفان هریرود، باشگاه اف سی دهلی و باشگاه سرخ پوشان هرات اشاره کرد. وی همچنین در تیم‌ ملی فوتبال افغانستان بازی کرده‌است و عنوان بهترین گلزن تاریخ لیگ برتر افغانستان را دارد.